# Fillan (Hitra)
Fillan est le centre administratif de la commune de Hitra dans le comté de Trøndelag, en Norvège.

## Description
Le village est situé sur le côté nord-est de l'île de Hitra, à environ 5 kilomètres au sud du village d'Ansnes. L'île de Fjellværsøya se trouve à environ 3 kilomètres au nord-est, à travers le Fillfjorden.
Le village était le centre administratif de l'ancienne commune de Fillan qui existait de 1886 à 1964. L'église de Fillan, datant de 1789, est située dans le village. Elle est l'une des plus anciennes églises d'Hitra. Le musée du littoral du Sør-Trøndelag  se trouve dans les anciens locaux de la laiterie d'Hitra, ainsi que le journal local Hitra-Frøya (en).

## Galerie

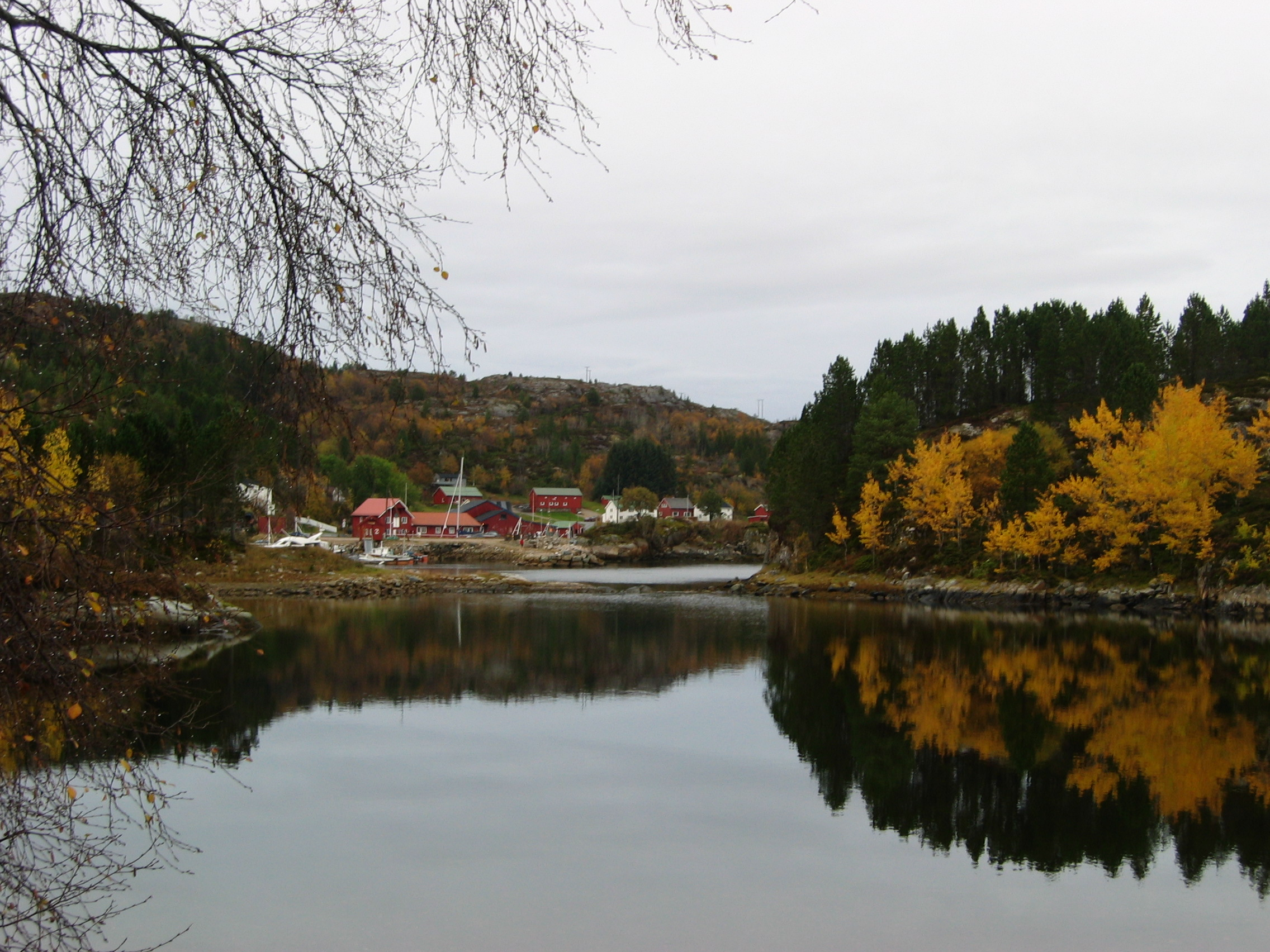
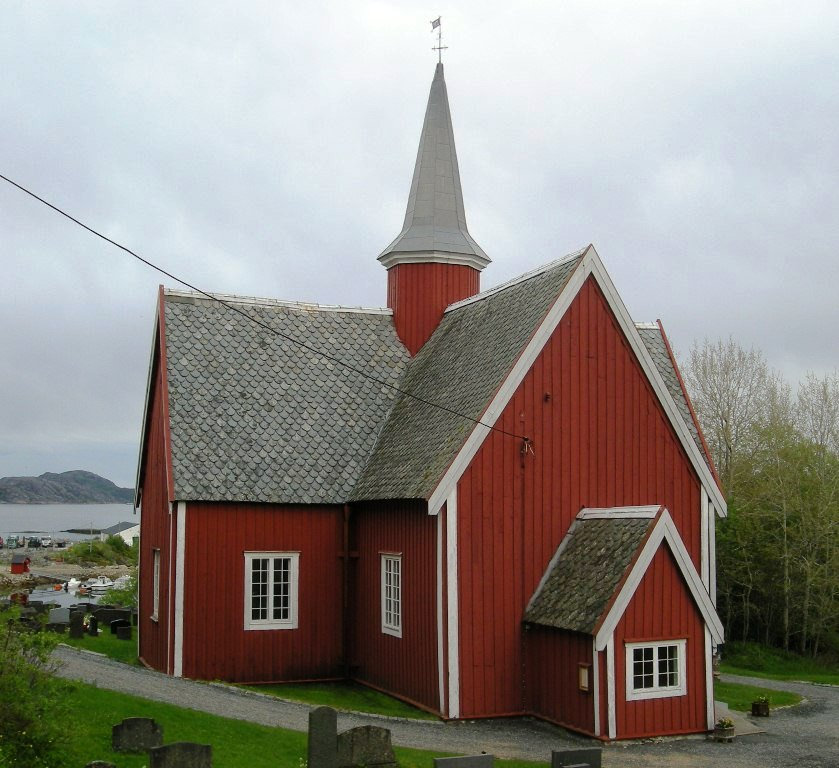